# بيتر باول فوكس
بيتر باول فوكس (بالألمانية: Peter Paul Fuchs)‏ هو موزع وملحن نمساوي، ولد في 30 أكتوبر 1916 في فيينا في النمسا، وتوفي في 26 مارس 2007 في غرينزبورو في الولايات المتحدة.